# Nhà hát cổ ở Orange
Nhà hát La Mã của Orange hay Nhà hát cổ đại Orange (tiếng Pháp: Théâtre antique d'Orange) là một nhà hát La Mã ở Orange, Vaucluse, Pháp. Nó được xây dựng vào đầu thế kỷ 1 sau Công nguyên. Công trình kiến trúc này thuộc sở hữu của thành phố Orange và là nơi tổ chức lễ hội opera mùa hè Chorégies d'Orange.
Đây là một trong những nhà hát La Mã được bảo tồn tốt nhất nhằm mục đích phục vụ thuộc địa La Mã Arausio được thành lập vào năm 40 trước Công nguyên. Đóng một vai trò quan trọng trong cuộc sống của người dân, những người dành phần lớn thời gian rảnh rỗi của họ ở đó, nhà hát được chính quyền La Mã xem không chỉ là một phương tiện truyền bá văn hóa La Mã đến các thuộc địa, mà còn là một cách đánh lạc hướng họ về các hoạt động chính trị.
Khi Đế quốc Tây La Mã suy tàn trong thế kỷ thứ 4, khi đó Cơ đốc giáo đã trở thành tôn giáo chính thức, nhà hát đã bị đóng cửa theo sắc lệnh chính thức vào năm 391 sau Công nguyên, vì Nhà thờ phản đối những gì họ coi là không văn minh vào thời điểm đó. Nó có lẽ đã bị cướp phá bởi người Visigoth vào năm 412, và giống như hầu hết các tòa nhà La Mã khác thì nó cũng đã bị lấy đi những phiến đá tốt trải qua nhiều thế kỷ để tái sử dụng. Nhà hát được sử dụng như một đồn phòng thủ vào đầu thời Trung Cổ và đến thế kỷ 12 bắt đầu được nhà thờ sử dụng cho các vở kịch tôn giáo. Trong các cuộc chiến tranh tôn giáo vào thế kỷ 16, nó đã trở thành nơi ẩn náu của người dân thị trấn. Kể từ đó, nó đã được khôi phục lại chức năng cũ, chủ yếu dành cho opera, cùng với việc sử dụng nó như một điểm du lịch.

## Mô tả
Nhà hát La Mã thời kỳ đầu chủ yếu được xây dựng bằng gỗ và chỉ là những công trình kiến trúc mang tính chất tạm thời. Vào năm 55 trước Công nguyên, Pompey cho xây dựng một nhà hát bằng đá tại thành phố Rome, và sau đó các nhà hát La Mã lớn và lâu dài khác được xây dựng rộng rãi khắp đế quốc. Nhà hát La Mã Orange được thành lập dưới sự cai trị của Augustus được cho là một trong những nhà hát đầu tiên thuộc loại hình này ở khu vực nước Pháp ngày nay. Một trong những phần mang tính biểu tượng nhất của công trình này chính là mặt tiền lớn có chiều dài 103 mét (338 ft) và cao 37 mét (121 ft). Ban đầu, nó có một mái che bằng gỗ để bảo vệ khán giả khỏi điều kiện thời tiết không thuận lợi. Có bằng chứng trên các bức tường cho thấy rằng, tại một thời điểm nào đó thì mái che này đã bị phá hủy trong một trận hỏa hoạn. Mặc dù tương đối thưa thớt các hình tượng trang trí nhưng bức tường ba tầng của nó mang đến một vẻ ngoài uy nghi cho toàn bộ tòa nhà. Ba cửa chính ở tầng đầu tiên của mặt tiền mở thẳng ra sân khấu bên trong. Sức chứa của nhà hát có thể từ 5.800 đến 7.300 người (ngày nay phần lớn chỗ ngồi đã được tái thiết để đảm bảo an toàn cho khách du lịch và khán giả).
Sân khấu dài 61 mét (200 ft) và được nâng lên khoảng một mét so với mặt đất, được hỗ trợ bởi một bức tường đằng sau cao 37 mét-high (121 ft) vẫn được giữ nguyên hoàn toàn cho đến ngày nay. Bức tường này rất quan trọng đối với nhà hát, vì nó đã giúp truyền âm thanh đến đông đảo khán giả. Mặt tiền sân khấu này chính là bề mặt kiến trúc duy nhất được trang trí trong toàn bộ nhà hát. Ban đầu, nó được tôn tạo bằng những bức tranh ghép bằng đá cẩm thạch với nhiều màu sắc khác nhau, nhiều cột và phù điêu, cùng những bức tượng được đặt trong các hốc. Hốc trung tâm chứa một bức tượng hoàng đế Augustus cao 3,5 mét-high (11 ft) mặc dù đây rất có thể là sự phục hồi của một bức tượng ban đầu của Apollo, vị thần của âm nhạc và nghệ thuật. Cửa trung tâm bên dưới hốc chứa bức tượng này được gọi là Cửa Hoàng gia. Cánh cửa này chỉ được sử dụng bởi những diễn viên chính, quan trọng nhất để ra vào sân khấu. Phía trên cánh cửa là một bức phù điêu trang trí nhân mã hiện đã được trưng bày ở bên kia đường trong Bảo tàng Orange (chỉ còn lại những dấu tích).

## Hình ảnh

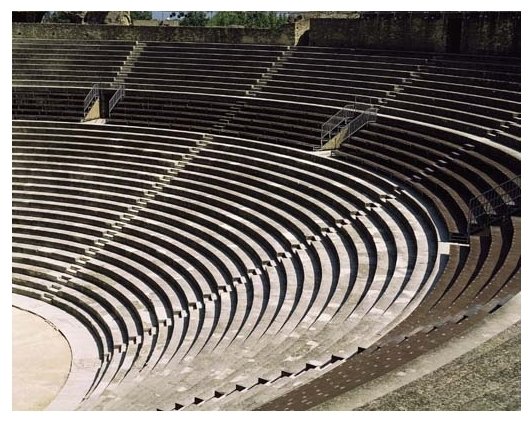
Chỗ ngồi trong nhà hát
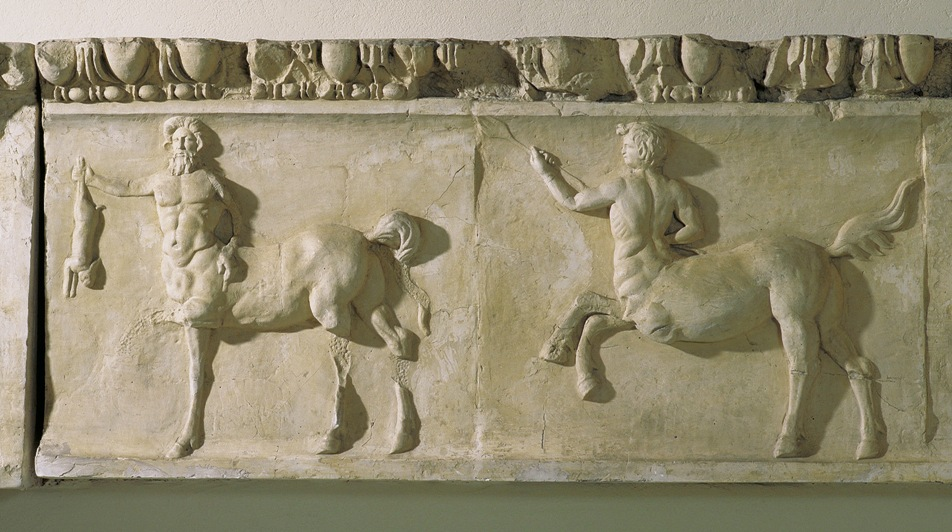
Phù điêu nhân mã
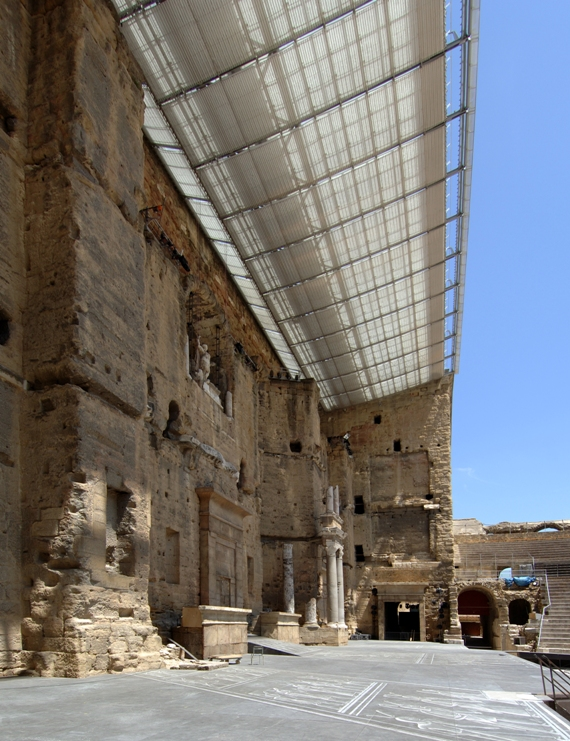
Sân khấu với mái che mới
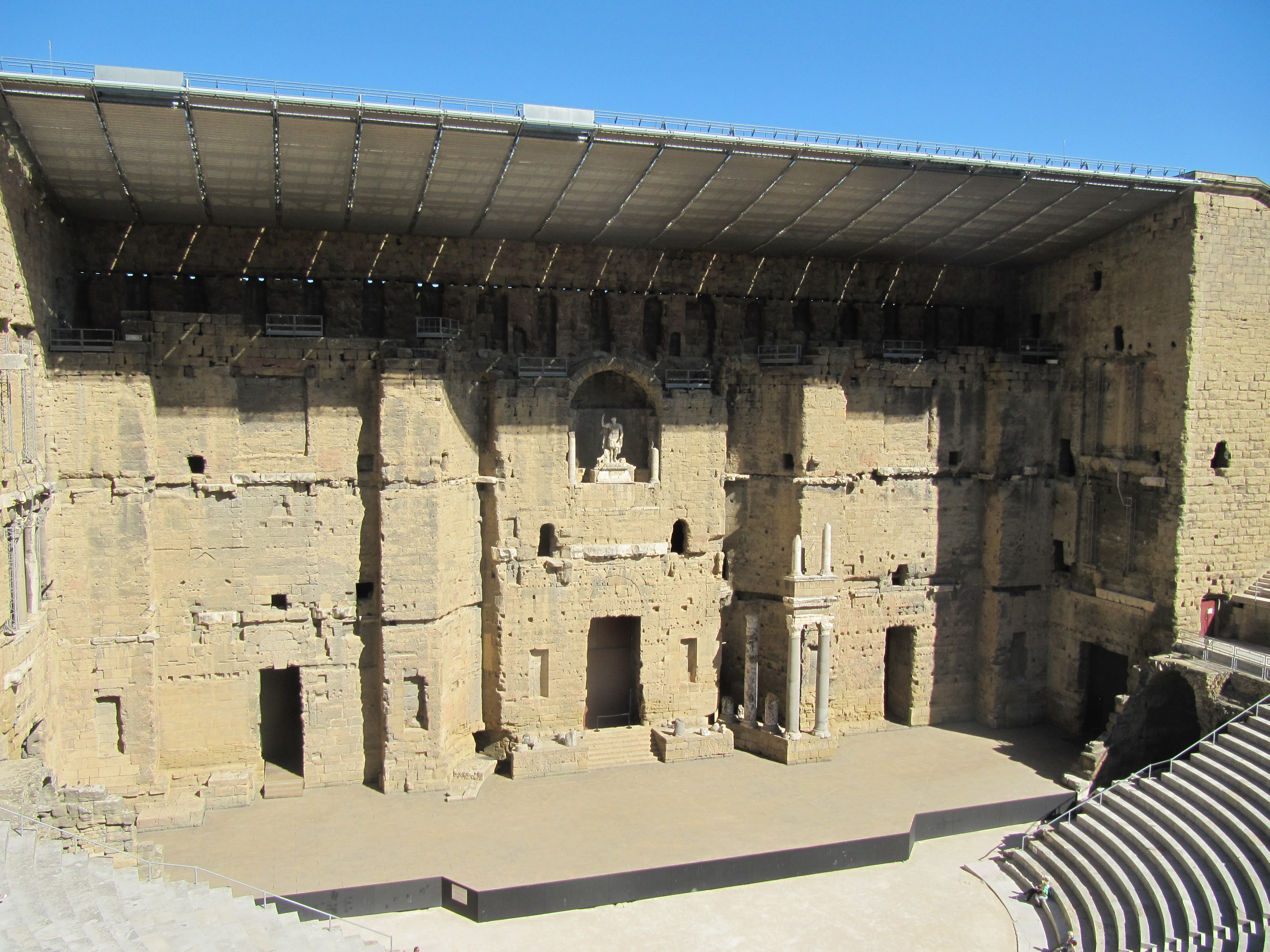
Sân khấu nhìn từ chỗ ngồi khán đài
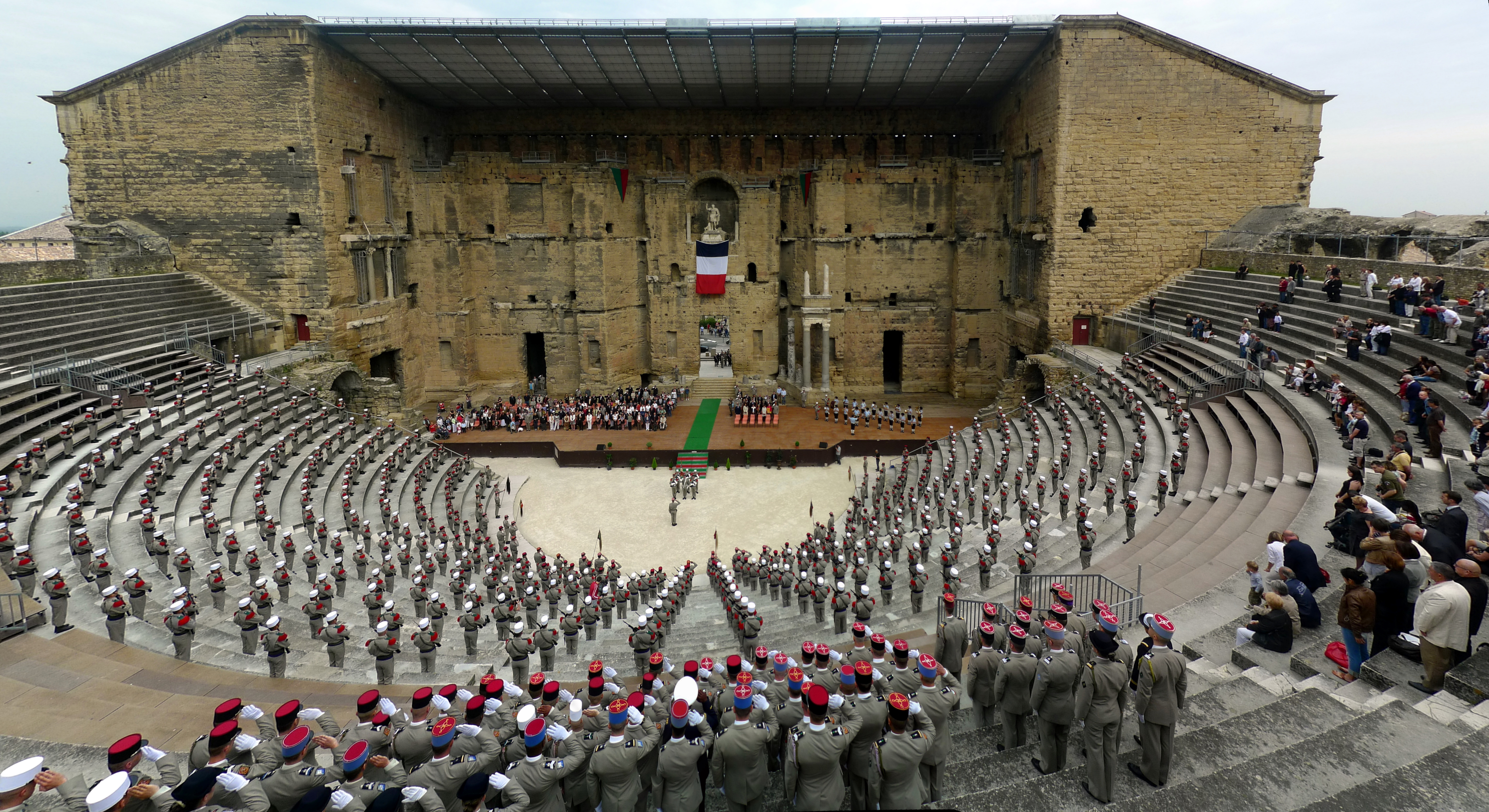
Binh đoàn Lê dương Pháp kỷ niệm Trận Camarón tại nhà hát
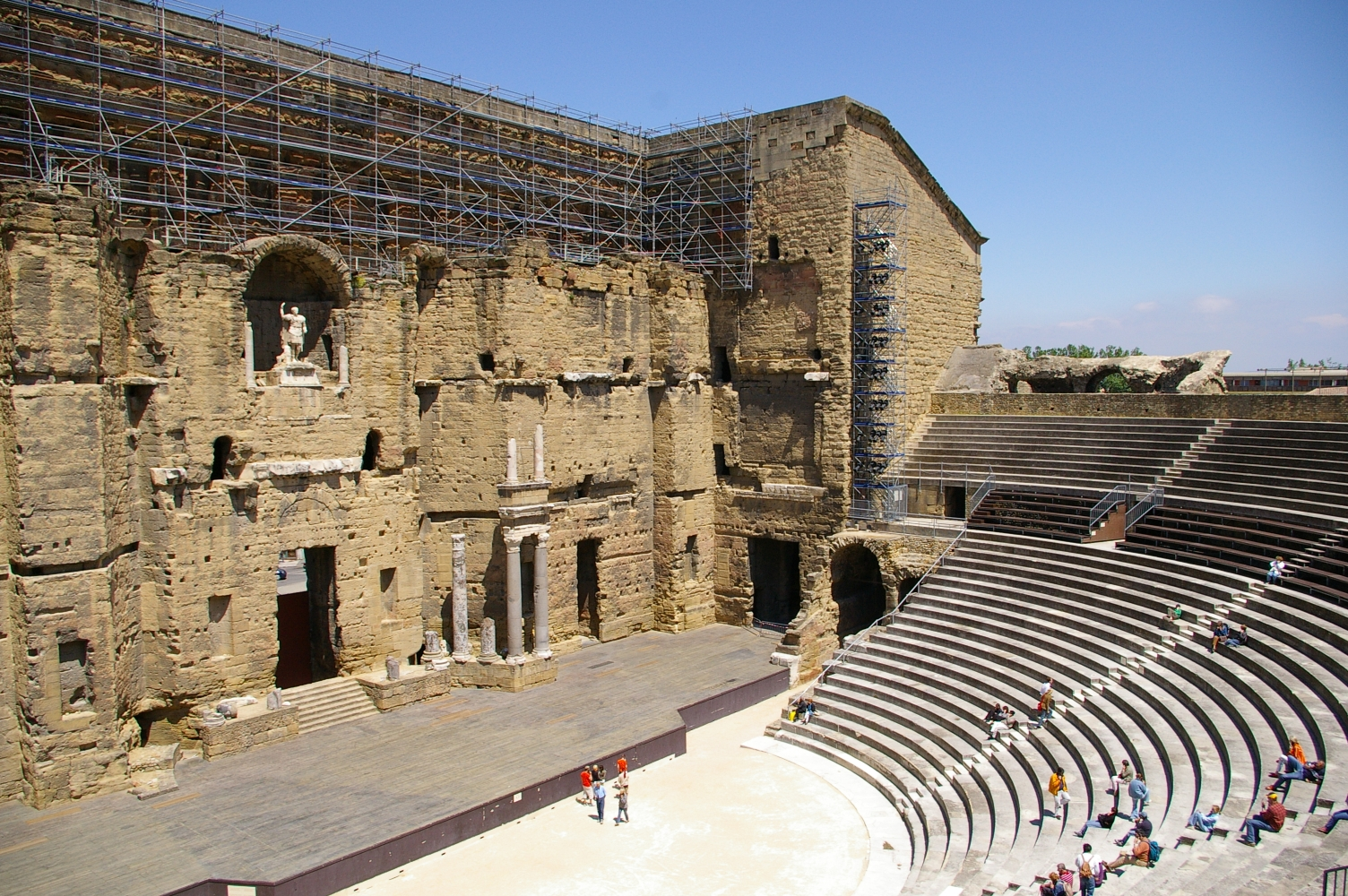